# 한라임
한라임(1997년 2월 4일 ~)은 대한민국의 래퍼다. 2022년 싱글 앨범 [맛집투어]으로 데뷔했다.